# قورباغه زهرآگین آنتونی
قورباغه زهرآگین آنتونی (نام علمی: Epipedobates anthonyi) نام یک گونه از تیره قورباغه زهرآگین است.